# 숫자 공포증
숫자 공포증(數字恐怖症, numerophobia, arithmophobia, mathematics anxiety)은 숫자에 대해 공포심을 갖는 불안 장애이다.숫자 공포증은 특정한 수들의 공포를 가리킨다.